# Aramides saracura
La saracura (Aramides saracura) es una especie de ave de la familia Rallidae. Aparece en Argentina, Brasil, Paraguay y Uruguay.

## Descripción
El saracura mide alrededor de 39 cm. Tiene la cabeza de color gris violáceo, la espalda de color canela y el pecho oliváceo, las patas son de color rojo y el pico de color amarillo.

## Hábitat
Sus hábitats naturales son: vegetaciones densas templadas, bosques subtropicales o tropicales húmedos de baja altitud, regiones subtropicales o tropicales húmedas de elevada altitud, en zonas pantanosas, manglares, ciénagas y ríos.

## Reproducción
Los nidos son construidos entre las ramas formadas por pequeñas pajas. La anidada está formada por 4 a 5 huevos blancos con manchas marrones. Los pichones son de color negro con la cabeza roja.

## Alimentación
Se alimentan de hierbas, semillas, larvas, insectos, serpientes pequeñas de agua, pequeños peces y crustáceos.